# O Globinho
O Globinho foi um suplemento infantil do jornal O Globo, publicado de 1972  a 2013. A primeira versão de O Globinho foi lançada em 17 de novembro de 1938, travasse de uma sessão publicada na edição vespertina de sexta-feira trazendo quadrinhos e reportagens sobre personalidades históricas e outros assuntos destinados às crianças. Em 1972, foi lançado o suplemento O Globinho Supercolorido, publicado aos domingos com oito páginas coloridas e quadrinhos, passatempos, cartas dos leitores, reportagens e dicas culturais.

## Histórico
Em 1934, o jornalista Adolfo Aizen lança o Suplemento Juvenil, com histórias de personagens dos quadrinhos americanos cujos direitos autorais pertenciam a King Features Syndicate. Era suplemento, porque acompanhava um jornal (no caso, o jornal A Nação), da forma como faziam os jornais de Nova Iorque com os suplementos de quadrinhos dominicais, com grande êxito. Com as ótimas vendas, o suplemento passou a circular pela editora Grande Consórcio de Suplementos Nacionais, fundada por Aizen. Roberto Marinho, dono do jornal O Globo havia recusado a ideia de Aizen, mas quando viu o sucesso da concorrência, resolveu lançar também um suplemento infantil, que chamou de O Globo Juvenil em 12 de junho de 1937.
Em 17 de novembro de 1938, é lançada nas páginas do jornal O Globo, a sessão O Globinho com duas páginas, entre os quadrinhos publicados estavam “As grandes vidas” de Premiani e “O galeão perdido” de Hélio Queiroz. Em 1939, O Globo lança O Gibi para concorrer com a revista Mírim de Adolfo Aizen; no ano seguinte, Aizen publica O Lobinho (para evitar que Marinho tivesse uma revista chamada O Globinho) no jornal A Noite (jornal que fora fundado por Irineu Marinho, pai de Roberto Marinho); na revista foi usado o formato standard. Ainda em 1940, O Globinho passou a ter apenas uma página, sendo descontinuado no mesmo ano.
Em 1972,  foi lançado O Globinho Supercolorido, um suplemento no formato tabloide, quando passou a vir encartado em outros cadernos, com eventuais revivais do formato original. Nas páginas do suplemento foram publicadas uma tira do Incrível Hulk,  e quadrinhos franco-belgas da revista francesa Pilote: Asterix de René Goscinny e Albert Uderzo, Lucky Luke de Uderzo e Morris e Valérian de Pierre Christin e Jean-Claude Mézières.
Em 1986, o jornal fez um concurso de tiras diárias para publicar no suplemento Segundo Caderno, a vencedora foi Urbano, O Aposentado, criada por Antonio Silvério em 1982, no ano seguinte, um novo concurso foi realizado e a tira vencedora foi Leão Negro, escrita por Cynthia Carvalho e ilustrada por Ofeliano de Almeida, a tira foi publicada durante dois anos jornal, em meio a censura e críticas por parte dos leitores do jornal. Urbano, o aposentado é a única tira publicada initerruptamente no suplemento desde 1986.
A última edição de O Globinho foi publicada em 6 de julho de 2013, passando a existir apenas como um blog dentro do portal do jornal O Globo. Porém, este novo espaço online foi atualizado apenas até 21 de julho de 2015.
O Globinho ganhou o Troféu HQ Mix de melhor suplemento infantil em 1989 e 1990 (os dois únicos anos em que essa categoria foi galardeada).